# Лансінг (Мічиган)
Лансінг (Ленсінг; англ. Lansing) — місто (англ. city) в США, в округах Інгем, Клінтон і Ітон штату Мічиган, адміністративний центр штату. Населення — 112 644 особи (2020).
Промисловість: виробництво дизельних двигунів, компресорів та насосних установок.

## Географія
Лансинг розташований за координатами 42°42′35″ пн. ш. 84°33′22″ зх. д. / 42.70972° пн. ш. 84.55611° зх. д. (42.709787, -84.556222).  За даними Бюро перепису населення США в 2010 році місто мало площу 94,99 км², з яких 93,37 км² — суходіл та 1,62 км² — водойми. В 2017 році площа становила 103,11 км², з яких 101,42 км² — суходіл та 1,69 км² — водойми.

## Демографія
Згідно з переписом 2010 року, у місті мешкало 114 297 осіб у 48 450 домогосподарствах у складі 26 234 родин. Густота населення становила 1203 особи/км².  Було 54181 помешкання (570/км²).
Расовий склад населення:
| - 61,2 % — білих - 23,7 % — чорних або афроамериканців - 3,7 % — азіатів - 0,8 % — корінних американців - 4,3 % — осіб інших рас |

До двох чи більше рас належало 6,2 %. Частка іспаномовних становила 12,5 % від усіх жителів.
За віковим діапазоном населення розподілялося таким чином: 24,2 % — особи молодші 18 років, 66,1 % — особи у віці 18—64 років, 9,7 % — особи у віці 65 років та старші. Медіана віку мешканця становила 32,2 року. На 100 осіб жіночої статі у місті припадало 93,8 чоловіків;  на 100 жінок у віці від 18 років та старших — 90,2 чоловіків також старших 18 років.
Середній дохід на одне домашнє господарство  становив 44 503 долари США (медіана — 35 563), а середній дохід на одну сім'ю — 51 375 доларів (медіана — 42 150). Медіана доходів становила 37 169 доларів для чоловіків та 34 587 доларів для жінок. За межею бідності перебувало 29,6 % осіб, у тому числі 42,8 % дітей у віці до 18 років та 9,4 % осіб у віці 65 років та старших.
Цивільне працевлаштоване населення становило 51 997 осіб. Основні галузі зайнятості: освіта, охорона здоров'я та соціальна допомога — 25,1 %, роздрібна торгівля — 13,2 %, мистецтво, розваги та відпочинок — 11,4 %, виробництво — 11,0 %.

## Відомі люди
Тут народився розробник пошукової системи і співзасновник компанії Google Ларі Пейдж
- Джон Г'юз (1950 — 2009) — американський режисер, сценарист і продюсер.

Тут жив і помер відомий американський винахідник Ренсом Е. Олдс.

## Міста побратими
- Гвадалахара (Мексика)
- Сальтільйо (Мексика)
- Оцу (Японія)
- Сакайде (Японія)
- Санмін (Китай)
- Ланьчжоу (Китай)
- Козенца (Італія)
- Акуапім (Гана)